# Abel Gance
Abel Gance (vlastním jménem Abel Eugène Alexandre Perthon, 25. října 1889, Paříž — 10. listopadu 1981, Paříž) byl francouzský filmový herec a režisér.
Začínal jako příležitostný herec (např. ve filmu Léonce Perreta Molière) a scenárista, v roce 1911 natočil svůj první krátkometrážní film La Digue, první větší úspěch mu přinesla psychologická melodramata Mater Dolorosa (1917) a Desátá symfonie (1918), průkopnická díla filmového impresionismu. Za první světové války byl frontovým reportérem, na základě svých zážitků natočil film Žaluji (1919), který zaujal sugestivním ztvárněním válečných hrůz. Dalším jeho novátorským filmem bylo Kolo života (1923), dramatická sága železničářské rodiny (původně měl film osm hodin, nakonec ho režisér musel sestříhat na čtyři a půl). Vrcholným dílem Abela Gance je životopisný film Napoleon (1927), na kterém pracoval téměř pět let. Film trvá šest hodin (zachovaly se však jen útržky) a obsahuje řadu nápadů, které předběhly svou dobu, jako je záběr z pohledu letící dělové koule nebo souběžná projekce na třech plátnech.
Byl průkopníkem francouzského zvukového filmu, natočil filmy Dáma s kaméliemi, Lucrecia Borgia, Un Grand amour de Beethoven a zvukové verze Žaluji a Napoleona. Podle předlohy Théophile Gautiera natočil snímek Kapitán Fracasse (1943), k tématu Napoleonova života se vrátil ve filmu Austerlitz (1960).
V roce 1981 obdržel čestnou cenu César. Ve 13. pařížském obvodu je po něm pojmenována rue Abel-Gance.